# Paul von Hintze

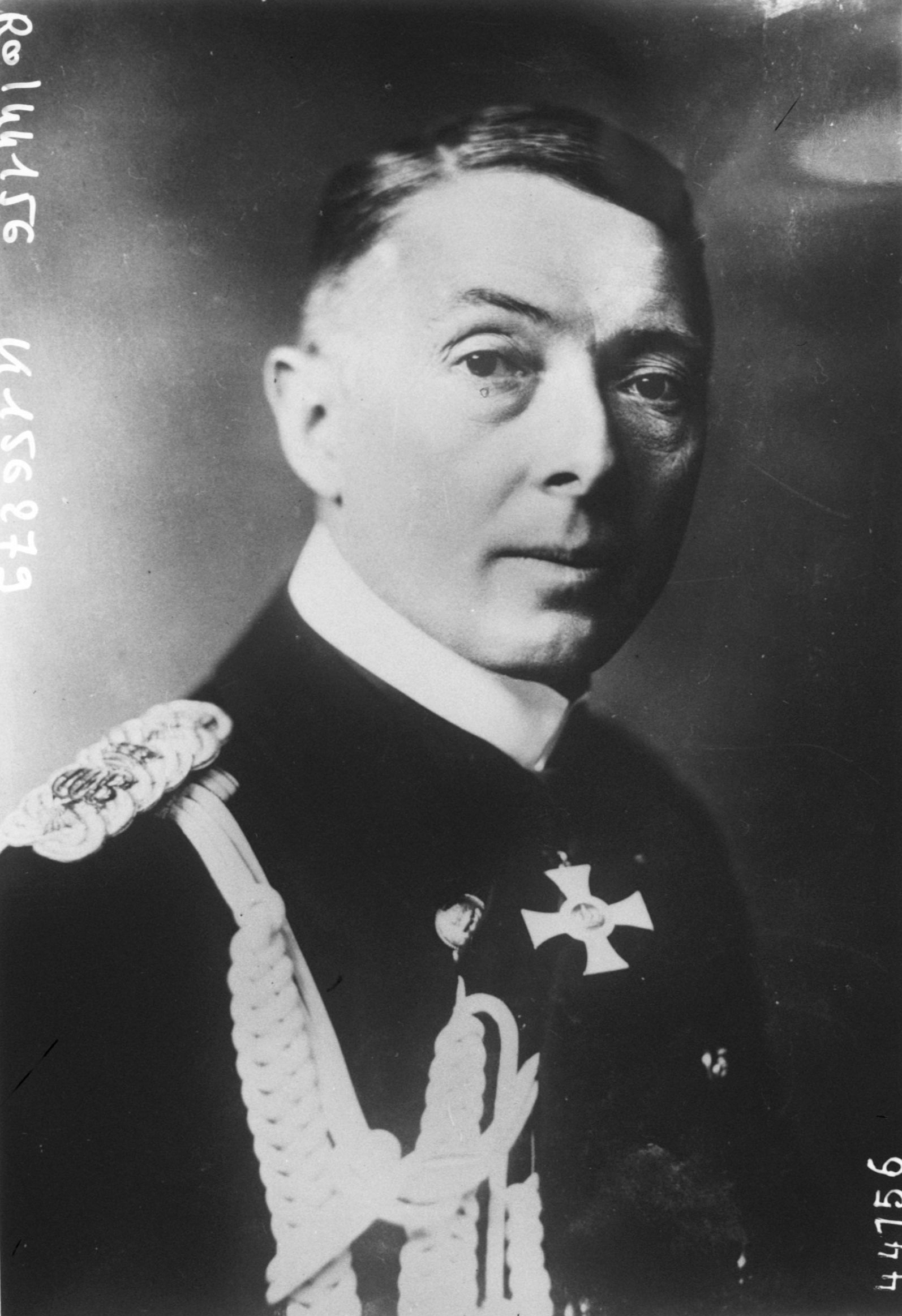
Paul von Hintze, 1915

Paul Hintze, ab 1908 von Hintze (* 13. Februar 1864 in Schwedt/Oder; † 19. August 1941 in Meran) war ein deutscher Konteradmiral, Gesandter und 1918 Staatssekretär des Auswärtigen.

## Leben
Hintze war der Sohn des Schwedter Tabakfabrikanten Julius Hintze und seiner Ehefrau Anna Hartmann.
Er durchlief zunächst eine militärische Laufbahn bei der Marine. 1882 als Kadett in die Kaiserliche Marine eingetreten. Vom Dezember 1885 bis September 1886 besuchte er die Marineschule und fuhr anschließend bis 1888 als Unterleutnant zur See im Ostafrikanischen Kreuzergeschwader, das vor Sansibar eingesetzt wurde. 1888 Leutnant zur See, war er 1898 Flaggleutnant des deutschen Ostasien-Kreuzergeschwaders; am 10. Juli 1898 gelang es ihm im sogenannten Manila-Zwischenfall, eine Konfrontation mit dem US-Admiral Dewey zu entschärfen. Vom 15. August 1903 bis zum 9. September 1908 war Hintze Marineattaché für die Nordischen Reiche in St. Petersburg, vom 10. September 1908 bis zum 11. Januar 1911 Militärbevollmächtigter in St. Petersburg. Am 10. April 1911 wurde Hintze mit dem Charakter als Konteradmiral zur Disposition gestellt, um in den diplomatischen Dienst überzutreten. Zwischenzeitlich war er am 27. Januar 1908 durch Wilhelm II. in den erblichen Adelsstand erhoben worden.
Er wurde deutscher Gesandter in Mexiko (1911/17), außerordentlicher Gesandter in Peking (1914/17) und Norwegen (Christiania, 1917). Auf diesen drei brisanten Posten leistete er Außergewöhnliches: Der Historiker Johannes Hürter sieht ihn als wichtigsten Diplomaten der Jahre 1911 bis 1913 in Mexiko. In Peking gelang es ihm, gegen starken Druck der Entente China drei Jahre aus dem Krieg gegen Deutschland herauszuhalten. 1917, Monate nach Kriegseintritt der USA, durfte er bei seiner Rückkehr nach Deutschland die Vereinigten Staaten als „honoured guest“ durchqueren – so das Telegramm des US-Außenminister Robert Lansing. Dieses Telegramm belegt im Übrigen die kluge USA-freundliche Diplomatie Hintzes in Mexiko und widerlegt Barbara Tuchmans Ausführungen in ihrem Buch Zimmermann Telegram. Juni/Juli 1917 verhinderte er als Gesandter in außerordentlicher Mission in Christiania den Kriegseintritt Norwegens.
Am Ende des Ersten Weltkriegs war Hintze vom 9. Juli bis zum 7. Oktober 1918 Staatssekretär des Auswärtigen (Außenminister). Am 26. September 1918 informierten Abteilungsleiter im Generalstab den Außenminister Hintze über die aussichtslose militärische Lage. Am 29. September 1918 um 10 Uhr vormittags fand das entscheidende Gespräch zwischen Hintze und der OHL (Paul von Hindenburg und Erich Ludendorff) sowie Wilhelm II.  im Hotel Britannique in Spa statt. Ludendorff schrieb in seinen Kriegserinnerungen:

„Seine Majestät erteilte dem Staatssekretär v. Hintze das Wort. Dieser äußerte sich nicht zu den Verhältnissen in der Heimat, sondern erörterte sofort die militär-politische Lage, ähnlich wie ich sie am Tage zuvor geschildert hatte, und zog auch denselben Schluß. Er war sichtlich ergriffen. Die Tränen traten ihm in die Augen. Der Kaiser war sehr ruhig, er pflichtete dem Staatssekretär v. Hintze bei und trug ihm auf, eine Friedensvermittlung möglichst durch die Königin der Niederlande einzuleiten. […] Ich gab dem Staatssekretär v. Hintze in tiefer Bewegung die Hand.“

Hintze erarbeitete ein Konzept zur „Revolution von oben“. Die Reformen kamen jedoch zu spät, um noch eine Wirkung zugunsten der Monarchie zu entfalten. Die bald darauf ausbrechende Novemberrevolution ging über sie hinweg: Am 9. November kam es zur Ausrufung der Republik und wenig später zur formellen Abdankung Wilhelms II. Der letzte kaiserliche Reichskanzler, Prinz Max von Baden übertrug die Regierungsgeschäfte dem Sozialdemokraten Friedrich Ebert. Im Sommer 1919 löste die demokratische und republikanische Weimarer Verfassung endgültig die Bismarcksche Reichsverfassung ab.
1921 führte Paul von Hintze als „Herr Hartwig“ im Auftrag der Reichsregierung geheime Gespräche mit dem Komintern-Sekretär für Deutschland Karl Radek in Moskau; dieser informierte Lenin hierüber und regte weitere Treffen mit dem Kriegsratsvorsitzenden Leo Trotzki und dem Volkskommissar für Auswärtige Angelegenheiten Gregori Tschitscherin an (27. November 1921).
Für seine Leistungen war Hintze mit dem Roten Adlerorden III. Klasse mit Schleife und Krone, dem Kronenorden II. Klasse, dem Ritterkreuz des Königlichen Hausordens von Hohenzollern, dem Eisernen Kreuz II. Klasse am Weißen Bande sowie dem Komturkreuz I. Klasse des Ordens vom Zähringer Löwen ausgezeichnet worden.
In den Nachkriegsjahren war Hintze wahrscheinlich der einzige Deutsche, der auf allen internationalen Konferenzen als „persona grata“ galt. Stresemann, so der Historiker Johannes Hürter, habe in ihm den kommenden Reichskanzler gesehen.
Paul von Hintze heiratete 1918 Helene v. Schierstaedt (1871–1953), Tochter des mecklenburgischen Hauptmanns Adolf von Schierstaedt und seiner Ehefrau Johanna geborene von Bülow. Helene von Hintze war in ihrer ersten Ehe mit George Carl von Rauch verheiratet. Dieser Ehe entstammt u. a. Paul von Hintzes Stieftochter Elisabeth von Rauch, die Witwe des Obersten im Generalstab und Widerstandskämpfers vom 20. Juli 1944 Wessel Freiherr Freytag von Loringhoven.
Paul von Hintze verstarb am 19. August 1941 in Meran und liegt in Rom auf dem Campo di Verano begraben.